# Хосе Гваделупе Веласкес
Хосе Гваделупе Веласкес Аларкон (ісп. José Guadelupe Velázquez Alarcón, 12 серпня 1923 — 1959) — мексиканський футболіст, що грав на позиції нападника за клуби «Пуебла» та «Веракрус», а також національну збірну Мексики. Володар Кубка Мексики.

## Клубна кар'єра
У футболі дебютував 1944 року виступами за команду «Пуебла», в якій провів шість сезонів. 
1950 року перейшов до клубу «Веракрус», за який відіграв 1 сезон. Завершив професійну кар'єру футболіста виступами за команду «Веракрус» у 1951 році.

## Виступи за збірну
1950 року дебютував в офіційних матчах у складі національної збірної Мексики. Протягом кар'єри у національній команді провів у її формі 5 матчів.
У складі збірної був учасником чемпіонату світу 1950 року у Бразилії, де зіграв з Бразилією (0-4), з Югославією (1-4) і зі Швейцарією (1-2).
Помер у 1959 році на 36-му році життя.

## Титули і досягнення
- Володар Кубка Мексики: 1

«Пуебла»: 1944-1945